# Ionisation

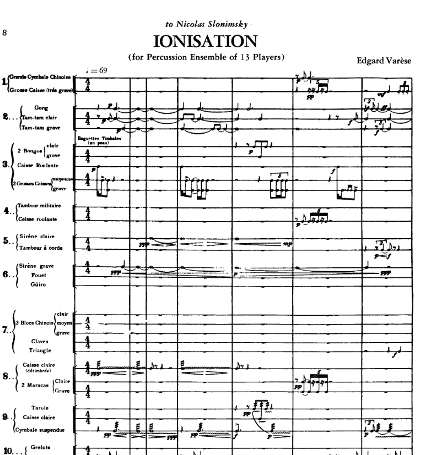
Partitura de l'obra Ionisation d'Edgar Varèse

Ionisation (1929–1931) és una composició musical d'Edgard Varèse escrita per a tretze percussionistes. Va ser una de les primeres composicions de sala de concert per a conjunt de percussió, tot i que Alexander Tcherepnin havia compost un moviment complet per a percussió sola a la Simfonia núm. 1 de 1927. A la revista Tempo el percussionista Brian Holder va escriure el 2013: "L'obra presentava la important noció que la percussió sense afinació (amb el piano i altres instruments afinats arribant al final) podria ser independent com una forma seriosa de música de concert – un concepte relativament inexplorat en aquell temps."
L'estrena va ser al Carnegie Chapter Hall, annex al Carnegie Hall de Nova York, el 6 de març de 1933. Va ser dirigida per Nicolas Slonimsky, a qui Varèse va dedicar l'obra posteriorment. Un crític va descriure l'actuació com "un cop a la mandíbula."

## Música
Ionisation presenta l'expansió i variació de cèl·lules rítmiques, i el títol es refereix a la ionització de les molècules. Com el compositor va descriure més tard, "no vaig estar influït tant per compositors com per objectes naturals i fenòmens físics." (Schuller 1965, p. 34) Varèse també va reconèixer la influència dels artístes futuristes italians Luigi Russolo i Filippo Tommaso Marinetti en la composició d'aquesta obra.
Tant Chou Wen-chung com Jean-Charles François han analitzat l'estructura i característiques tímbriques de Ionitzsation en detall. András Wilheim ha notat que només els últims 17 compassos de Ionitsation inclouen tons musicals del "sistema tonal tradicional", en els quals qualsevol dels cinc acords successius contenen els 12 tons de l'escala cromàtica. Holder escriu, "La reconceptualització de l'altura era una de les millors insignies de Varèse. Era capaç de reinventar la funció del concert de percussió d'una manera radical i nova, principalment establint relacions d'altura entre instruments d'altura indeterminada."
Franc Zappa sovint afirmava que Ionisation el va inspirar per continuar la carrera musical, ja que presumptament era el primer àlbum que va comprar.
Jack Skurnick, director de EMS Registres, va produir els primers enregistraments de postguerra de Varèse. Aquesta obra apareix al primer LP (EMS 401: Complete Works of Edgar Varèse, Volume 1). Ionisation també havia estat la primera obra de Varèse en ser enregistrada a la dècada de 1930, dirigida per Nicolas Slonimsky i publicada en 78rpm per Colúmbia (4095M). Els intèrprets d'aquest enregistrament inclouen, a més del mateix compositor en la interpretació de les sirenes: Carlos Salzedo, caixa xinesa, Paul Creston a les encluses, Wallingford Riegger al güiro, Henry Cowell al piano, i William Schuman al lion's roar.

## Partitura
Ja que els instruments manquen d'afinació, no té cap sentit utilitzar el pentagrama per anotar els seus sons, pel que Varèse dissenya una armadura específica per aquesta obra, sintetitzant alguns intents d'escriptura per percussió emprats en aquells anys.
- Quatre instrumentistes tenen al seu càrrec dos instruments, a la partitura esta representada la música en només dos línies.[13]
- Tres percussionistes tenen representada la música en un trigrama Arxivat 2020-02-22 a Wayback Machine., per exemple: sirena greu, fuet i güiro.[13]
- A dos percussionistes els corresponen cinc línies, que no formen un pentagrama: un trigrama amb les caixes xineses (aguda, mitjana i greu), i dues línies addicionals per les claus i el triangle.[13]
- El piano arriba a estar representat amb tres pentagrames, i no és utilitzat com un instrument melòdic, sinó com un instrument de percussió i com a ressonador de grup; per això els acords son alternats amb extensos clusters a l'octava més baixa -hi ha una indicació que diu: atac sec (percutit)- i el pedal es troba trepitjat durant tota l'obra.[13]

La partitura adquireix amb aquesta grafia un curiós aspecte, però apareixen amb extrema claredat les pulsacions del ritme.

## Estructura
Seguint l'anàlisi del director de l’estrena, Nicolas Slonimsky, la obra de sis minuts i mig podria estructurar-se d’aquesta manera:
- Introducció: S'explora la sonoritat del metall, breus motius en els diferents tambors marquen la continuïtat musical. Entren les sirenes. De sobte, els instruments de metall apareixen amb gran força i el bombo executa figures rítmiques secament accentuades.[13]

- Presentació del tema: S'exposa de la mà del tambor militar i apareix molt concentrat i comprimit. També apareixen les sonoritats metàl·liques del començament, amb una breu reminiscència de sirena, el tambor reafirma la figura rítmica de base del tema. El clima canvia i les caixes xineses inicien la següent secció.[13]

- Segon subjecte: Apareix el segon subjecte de l’exposició, que augmenta per desenvolupament rítmic, tot i que també apareix el primer tema al tambor militar de forma antifonal. Finalment un sonor solo de caixes xineses condueixen al desenvolupament.[13]

- Desenvolupament: El güiro marca el temps amb un motiu rítmicament precís. Arriba el clímax, els dos principals motius i altres auxiliars son presentat, però sota aspectes rítmicament variats: sonoritats de fusta i metall son utilitzades conjuntament en un fortissimo molt sec, amb l’exclusió significativa del triangle, l’enclusa i les sirenes.[13]
- Interludi metàl·lic: Després d’un sobtat trencament, apareixen acords sincopats ressonants, i l’escena musical canvia completament. Sonoritats metàl·liques del plat xinés, tam-tam, gongs, triangle i les encluses mentre per sobre sonen les sirenes. Els principals subjectes son escoltats de nou al tambor militar i les caixes xineses en combinació contrapuntística. Se sent una immensa expansió de la matèria musical creixent en volum fins un violent fortissimo.[13]
- Calderó: Calderó i cant de sirena en una cadència parabòlica.[13]
- Recapitulació: És concisa i anunciada pel solo del tambor militar, reprenent diferents materials temàtics, i la música fulmina en una coda: sonoritats metàl·liques, sirenes, sons de caixes xineses juntament amb calderons massius dels clústers del piano que reforcen al gong, més greu. Les campanes tubulars i la celesta donen un caràcter solemne. El motiu principal apareix per última vegada al tambor militar i les caixes xineses responen antifonalment.[13]

## Influències
Ionisation és una obra per orquestra de percussió. Varèse coneixia molt poc de les grans orquestres de percussió de l'època, però tot i així es va influenciar d’elles per compondre la seva obra.
Varèse va conèixer el gamelan de Bali en 1900, en una exposició quan era adolescent. En 1931, quan Varèse estava component Ionisation, una formació de gamelan de Bali va actuar en l’exposició universal de colònies de París, i Varèse va tenir la oportunitat d’escoltar-lo. Tot i així, qualsevol concepció que existeixi del gamelan a l’obra de Varèse no té res a veure amb els conceptes de la tradició musical oriental; però sí que es va deixar influenciar molt més per les tradicions de Centre i Sud-amèrica. Durant la seva estada a Paris entre 1929-1933, Varèse apareixia molt en companyia de Heitor Villa-Lobos, i va participar amb ell en algunes sessions d’improvisació d’instruments tradicionals llatinoamericans. Alguns dels seus instruments de percussió (que apareixen a Ionisation) els va conèixer allà, a les batucades brasileres (güiro, esquellot, maraques, bongos i claus).
Simultàniament a Stravinsky a Europa, els compositors de l’escola sud-americana començava a utilitzar la percussió com a element bàsic a les seves obres. En 1930, mentre Varèse componia Ioinisation, el compositor cubà Amadeo Roldán produïa Rítmicas Nos 5 i 6, uns estudi on apareixien rimes del folklore cubà per un petit ensemble de percussió. Va existir contacte directe entre el compositor cubà i Varèse, a través de Alejo Carpentier, que era amic proper de Roldán. El mateix Carpentier va dir: “Varèse té gran admiració pels compositors llatinoamericans, en particular pel cubà Amadeo Roldán. Realment li agradaria la música de Roldán, inspirada en el folklore cubà? Ho dubto. L’únic que l’interesa és la manera en la que s'utilitza la percussió (amb molts instruments). Varèse va estudiar la manera de notació de Roldán.
Altres compositors, ara de la tradició europea, entren també en l’admiració de Varèse, com Darius Milhaud, que en 1930, a Paris, va compondre el Concert per percussió i orquestra. Aquí és on Varèse torna a observar una gran plantilla d’instruments de percussió. També Henry Cowell, amb el seu segon moviment de Ive’s Fourth Symphony, on s'utilitzen els instruments de percussió per crear polirítmies diferents a la resta d’instruments.

## Estrena
Ionisation, composta durant 1929-1931, va ser estrenada el 6 de març de 1933, sota la direcció de Nicolas Slonimsky, a qui va dedicada, al Carnegie Chapter Hall, un annex del Carnegie Hall, a Nova York.
En aquells temps, la obra requeria d’una dificultat elevada, tant interpretativa com en la recerca instrumental. Amb motiu d’una gravació el 1934 per un disc, es van reclutar percussionistes de diverses orquestres per interpretar-la, tot i que no va ser possible. Van acabar participant Varèse i els seus amics interpretant l’obra.
El mateix director, Slonimsky, va fer una anàlisi de l'obra. Després de la guerra, Olivier Messiaen es va dedicar a analitzar-la també, impartint classes a compositors com Pierre Boulez, Iannis Xenakis o Karlheinz Stokhausen entre d'altres, que quedaran realment influenciats per la música de Varèse.
L’estrena a Europa no va tenir lloc fins 1951, al festival de Darmstadt, dirigida per Hermann Scherchen. Es va publicar una revisió de la partitura per Ricordi, en 1957.